# Brian Greene
Brian Greene (* 9. února 1963) je americký teoretický fyzik, matematik a strunový teoretik. Od roku 1996 je profesorem na Kolumbijské univerzitě a od roku 2008 předsedou Světového vědeckého festivalu. Zabývá se především zrcadlovou symetrií a teorií strun.
Greene se stal známý pro širší publikum prostřednictvím svých knih pro širokou veřejnost, jako například Elegantní vesmír, Icarus na okraji času, Struktura vesmíru, Skrytá realita a související televizní ukázky od stanice PBS. Také se objevil v seriálu Teorie velkého třesku v epizodě Kontrolní drb o krasné zahradě, stejně jako ve filmech Frekvence a Mimzy. V současné době je členem správní rady Bulletin amerických jaderných vědců. Greene byl také vypravěč americké verze předškolního televizního seriálu Maisy.

## Struktura vesmíru
Autor ve Struktuře vesmíru rozebírá vývoj pohledu na realitu v dějinách a poté popisuje a vysvětluje současný pohled, který neustále o něco doplňuje a vrací se k němu.